# Raisz Keresztély
Raisz Keresztély, németül Christian Reiss (Toporc, Szepes vármegye, 1766. – Körtvélyes, Abaúj-Torna vármegye, 1849. augusztus 13.) földmérő, az aggteleki Baradla-barlang első pontos térképének készítője.

## Pályafutása
Tanulmányait a pesti mérnöki intézetben fejezte be, 1791-ben. Először kamarai mérnök majd Gömör és Kis-Hont vármegye tiszti főmérnöke lett. 1807-től az Esterházy-uradalmak kerületi mérnöke. Ő építette a Torna völgyét Rozsnyóval összekötő szoroskői utat. 1801-ben felmérte az aggteleki Baradla-barlangot, alaprajzot, hossz-szelvényt készített róla, s részletesen leírta a látottakat. Ez a barlang első nyomtatásban megjelent térképe. A magyar, latin és német nyelvű felirattal ellátott térképek Görög Demeter Magyarország vármegyéiről készített atlaszában (1802) jelentek meg először, majd a felmérés során született német nyelvű barlangismertetéssel együtt 1807-ben Bredeczky Sámuel munkájában láttak napvilágot. A barlang leírását önállóan is kiadták, amelyet az ő barlangrajzai illusztráltak, de azok a fellelt mű egyetlen példányában sem találhatóak meg. Térképének orosz feliratos változata 1815-ben Oroszországban is megjelent. Ő járta be először a barlangot a Nehéz út nevű szakasztól a Vaskapuig. Téves barlangkeletkezési elmélete miatt (a barlang keletkezését a tűz hatásával magyarázta) hosszú időn át csak térképét fogadták el, a barlang ismertetése és feltárása terén elért eredményeit nem becsülték. Kívánságának megfelelően a Körtvélyes előtti almáskertben temették el.

## Művei
- Gömör Vármegyében fekvő Baradla barlangjának... külön tábláji. In: Görög Demeter: Magyar Átlás. Bécs, 1802. 32/a., 32/b.
- Topographische Beschreibung der im Gömörer Komitate bei dem Dorfe Aktelek befindlicher Höhle Baradla. In: Bredeczky Sámuel: Neue Beiträge zur Topographie und Statistik des Königreichs Ungarn. Bécs, 1807.